# Marder III
Marder III là tên một loại pháo tự hành chống tăng thuộc sê-ri Marder (Chồn mactet) được lắp ráp trên thân tăng Panzer 38(t). Chúng được sản xuất từ năm 1942 đến năm 1944 và phục vụ trên khắp các mặt trận cho đến hết cuộc chiến.

## Bối cảnh
Ngay trong những giai đoạn đầu của chiến dịch Barbarossa, quân đội Đức đã cảm thấy cần những phương tiện chống tăng mạnh mẽ và linh động hơn pháo chống tăng kéo Pak 36 hay pháo tự hành chống tăng Panzerjäger I.Điều này càng trở nên cần thiết khi vào tháng 6 năm 1941 đạn chống tăng không thể xuyên thủng giáp tăng T-34 và KV-1 của quân đội Liên Xô.
Để giải quyết tạm thời tình hình, quân dội Đức quyết định lấy thân xe Lorraine (Marder I), Panzer II (Marder II) và Panzer 38(t) để làm khung tăng chế tạo các loại pháo tự hành chống tăng.Kết quả chính là dòng Marder-được trang bị pháo 76.2mm F-22 đời 1936 của quân đội Liên Xô hoặc pháo chống tăng 75 mm PaK 40 cho các phiên bản sau.Bởi vì trọng lượng và khoảng trống phân bố không hợp lý của thân tăng nhỏ này nên Marder không được bọc giáp đầy đủ.Chỉ có phần trước và sườn là được bọc giáp mỏng.Tất cả các mẫu Marder đều có phần tháp pháo mở.Một vài chiếc được gắn vải bạt nhằm bảo vệ kíp lái khỏi thời tiết khắc nghiệt.

## Lịch sử phát triển

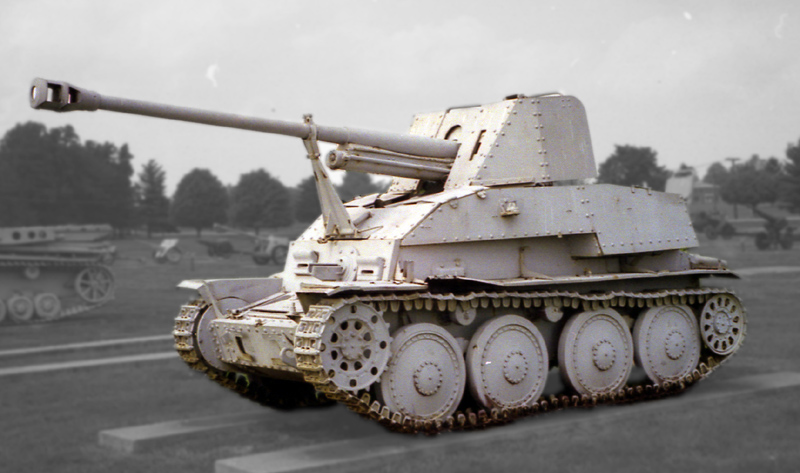
Marder III (Sd.Kfz.139) trưng bày tại bảo tàng quân đội Mỹ ở Aberdeen

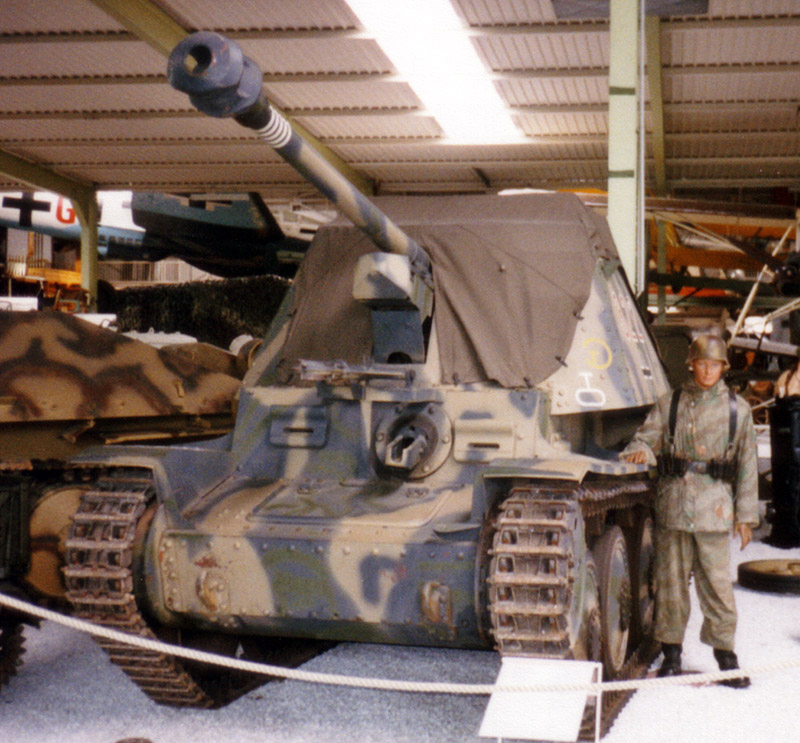
Marder III Ausf.H (Sd.Kfz.138) trưng bày tại bảo tàng Sinsheim Auto & Technik ở Germany

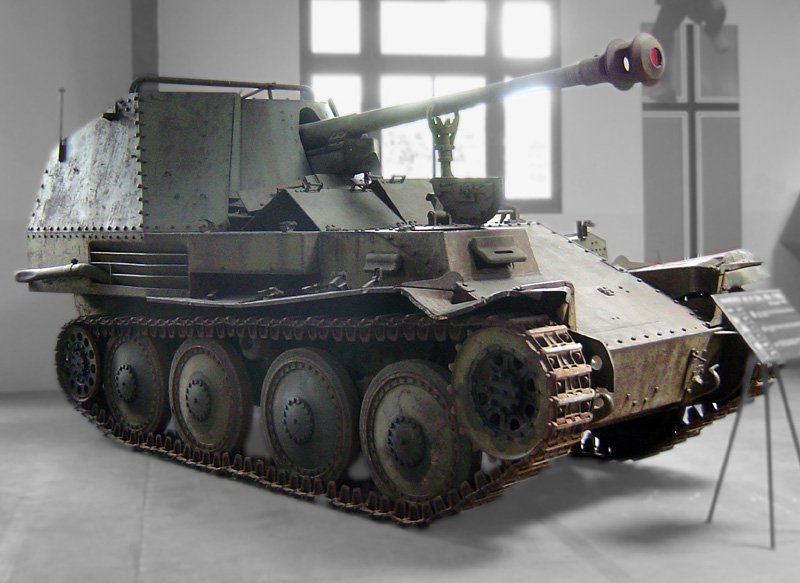
Marder III Ausf.M trưng bày tại bảo tàng Musée des Blindés ở Saumur

### Marder III, Sd.Kfz. 139
Mặc dù Panzer 38(t) đã trở thành lạc hậu vào đầu năm 1942, nhưng nó vẫn có thể làm thân tăng cho những loại pháo tự hành chống tăng rất tốt so với những vai trò khác.Từ khi pháo 76 mm M1936 (F-22) của quân đội Liên Xô bị quân Đức thu được với số lượng lớn, quân đội đã quyết định sử dụng pháo này với thân tăng Panzer 38(t) để làm pháo tự hành chống tăng.
Để làm như vậy, cấu trúc trên của Panzer 38(t) bị lược bỏ thay vào đó là một ngăn chiến đấu gắn một khẩu pháo-một lớp giáp bảo vệ pháo khiến cho người điều khiển-thay đạn được bảo vệ rất ít.Giáp bọc bảo vệ phân bố dày từ 10-50 li.Pháo chính, ngăn chiến đấu được bố trí trên ngăn động cơ.Nó có hình dáng cao hơn nên dễ bị bắn cháy hơn Panzer 38.
Loại pháo tự hành chống tăng được đưa vào dây chuyền sản xuất với tên gọi Panzerjäger 38(t) für 7.62 cm PaK 36(r), Sd.Kfz. 139.Có tổng cộng 363 chiếc Marder III mẫu này được sản xuất từ tháng 4 năm 1942 đến năm 1943.

### Marder III Ausf.H, Sd.Kfz. 138
Biến thể tiếp theo của Marder III sử dụng pháo 7.5 cm PaK 40 lắp trên khung Panzer 38(t) Ausf. H.Mẫu này có động cơ được bố trí phía sau (chữ H viết tắt của Heckmotor-động cơ phía sau) giống như Panzer 38.Không giống những mẫu khác, ngăn chiến đấu của bản H được bố trí nằm giữa, điều này giúp cho kíp chiến đấu có thể cuối thấp xuống tránh được đạn và mảnh bom từ bộ binh.Nhưng vì động cơ được gắn phía sau nên chỉ có đủ chỗ cho 2 người ngồi ở giữa.Giáp bọc sườn dày tăng thêm bảo vệ cho kíp chiến đấu.Nhưng kiểu giúp móng ngựa mỏng này chỉ bảo vệ được phần trước và sườn còn phía sau-bên trên hoàn toàn hở.Mẫu H có thể mang được 38 viên đạn và cũng giống như mẫu 139, nó cũng được trang bị súng máy 7.92 mm ở phần thân-phiên bản do Séc sản xuất.
Tên hiệu đầy đủ của phiên bản này là 7.5 cm PaK 40/3 auf Panzerkampfwagen 38(t) Ausf.H, Sd.Kfz. 138.Dự án sản xuất 418 chiếc mẫu H được tiến hành theo đúng kế hoạch: 243 chiếc được sản xuất từ tháng 11 năm 1942 đến tháng 4 năm 1943; 175 chiếc còn lại được chuyển đồi từ Panzer 38(t) vào năm 1943.

### Marder III Ausf.M, Sd.Kfz. 138
Biến thể cuối cùng của Marder III dựa trên thân tăng Panzer 38(t) Ausf. M (chữ M tượng trưng cho Mittelmotor-động cơ ở giữa) và được trang bị pháo chống tăng 75 mm PaK 40.Ở mẫu M động cơ được di chuyển từ phía sau ra giữa người lái và những người còn lại của kíp chiến đấu.Bởi vì động cơ được dịch chuyển ra giữa nên kíp chiến đấu không còn phải ngồi trên ngăn động cơ như các phiên bản trước.Ngăn chiến đấu được dịch thấp xuống tầng cuối cùng-chỗ mà phiên bản trước đặt động cơ, điều này giúp bảo vệ kíp chiến đấu nhưng cũng giảm bớt tầm nhìn xuống.Mẫu M vẫn giữ nguyên thiết kế mở.Phiên bản chỉ có thể mang theo 27 viên đạn.Súng máy được lắp ráp ở phần thân đã bị lược bỏ thay vào đó là kíp chiến đấu được trang bị một khẩu MG-34 hoặc MG-42.Ở 2 phiên bản trước, người chỉ huy đóng vai trò như người điều khiển pháo chính, còn ở mẫu M người điều khiển radio ra phía sau cùng với chỉ huy-người điều khiển pháo chính và có vai trò giống người thay đạn.Kết quả chiến đấu trở nên tốt hơn vì người chỉ huy thoát khỏi vai trò người điều khiển pháo và có thể chỉ huy kíp chiến đấu.
Mẫu M là phiên bản Marder III được sản xuất nhiều nhất với 975 chiếc được sản xuất từ năm 1943 đến đầu năm 1944.Tên hiệu chính thức của nó Panzerjäger 38(t) mit 7.5 cm PaK 40/3 Ausf.M, Sd.Kfz. 138.

## Lịch sử chiến đấu

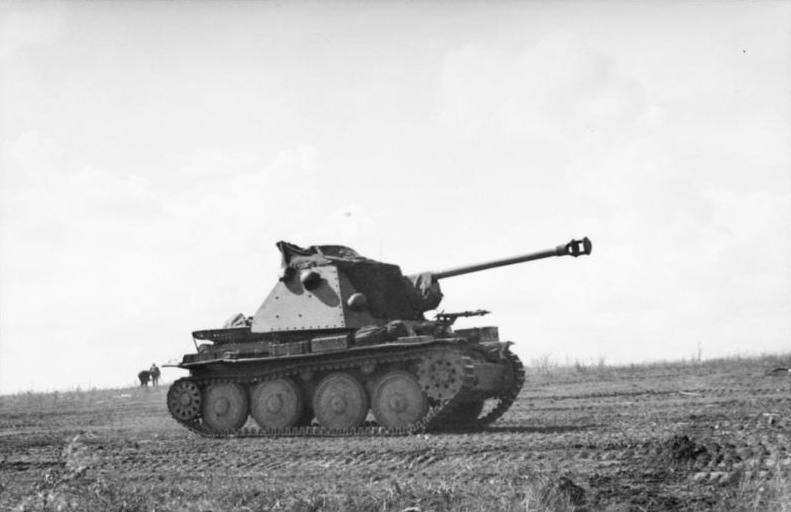
Marder III Ausf. H tại mặt trận phía Đông

Tất cả các biến thể của Marder III đều phục vụ trên nhiều mặt trận trong đó Sd.Kfz. 139 được dùng chủ yếu mặt trận phía đông, mặc dù cũng có tham gia chiến sự tại Tunisia.Đến tận tháng 2 năm 1945, vẫn còn đến 350 chiếc mẫu M đang hoạt động.
Marder III phục vụ Panzerjäger Abteilungen của sư đoàn Panzer của cả Wehrmacht và Waffen SS, cũng như lực lượng-giống như sư đoàn Hermann Göring.
Marder III có độ linh động cao giống như các loại phương tiện chiến tranh được lắp ráp trên thân tăng Czechoslovak 38t.Hỏa lực của nó đủ mạnh để tiêu diệt phần lớn tăng Liên Xô ở tầm bắn thích hợp.
Điểm yếu của Marder III chủ yếu liên quan đến khả năng sống sót của nó, thiết kế mở cộng với hình dáng cao, giáp bọc mỏng khiến cho nó dễ bị tiêu diệt bởi đạn pháo bắn trực tiếp.Ngoài ra giáp bọc mỏng còn khiến Marder III dễ bị tiêu diệt bởi xe tăng đối phương và đạn súng máy khi ở gần.
Marder III không phải thuộc dạng pháo tự hành chống tăng xung kích như Jagdpanther, Jagdtiger nên chúng chỉ thực hiện vai trò phòng thủ hay canh gác.Mặc dù Marder III có tính linh động cao, chúng vẫn không thay thế được pháo chống tăng kéo tờ.
Vào tháng 3 năm 1942, trước khi Marder III xuất hiện, quân đội Đức đã sở hữu pháo tự hành chống tăng StuG III và đã đưa vào sản xuất.StuG III được bọc giáp kỹ càng nên được sản xuất với số lượng lớn hơn Marder III.Mặc dù có nhiều pháo tự hành xung kích nhưng quân đội Đức vẫn sản xuất Hetzer dựa trên khung tăng Panzer 38(t) từ năm 1944.Giáp bọc yếu và dễ bị tiêu diệt nên dòng Marder III đã bị ngưng sản xuất nhưng chúng vẫn phục vụ đến tận cuối cuộc chiến.